# Biblioteca de la Universidad de Belgrado
La biblioteca universitaria Svetozar Marković (en serbio, Универзитетска библиотека Светозар Марковић) es la biblioteca central de la Universidad de Belgrado, que lleva el nombre del líder socialista y escritor serbio Svetozar Marković, situada en el Bulevar kralja Aleksandra, cercana a la Facultad de Derecho.
Es una biblioteca Carnegie, construida con los fondos donados por el magnate estadounidense Andrew Carnegie al concluir la Primera Guerra Mundial. Comparte tal condición con las ciudades de Reims (que fue dotada con una biblioteca municipal) y Lovaina (en la que se construyó una biblioteca para la Universidad). Se fundó en 1921, aunque sucediendo a una biblioteca universitaria anterior, de 1844. Se sitúa en un edificio terminado en 1926. Es el más importante recurso bibliotecario, no solo de la Universidad de Belgrado, sino también de todo el sistema universitario de Serbia. 
Posee una colección de más de un millón y medio de ejemplares, que se encuentra en crecimiento gracias a adquisiciones, donaciones e intercambios. Sirve como centro de investigación e información para otras bibliotecas y centros académicos y educativos que lo soliciten.

## Historia de la Biblioteca
Esta biblioteca universitaria es una de las bibliotecas científicas más grandes en los Balcanes; su función es servir a las necesidades educativas y científicas de la población académica de la Universidad- estudiantes, investigadores y docentes. Tiene sus orígenes en la biblioteca del Liceo del Principado de Serbia. Esta, considerada la mejor escuela del país por entonces, fue fundada en 1838 y tenía una biblioteca usada por los profesores y estudiantes del Liceo y de los alumnos del Gimnasio de Belgrado. Sus fondos consistían en diversas donaciones nacionales y extranjeras y depósitos del Principado de Serbia. De acuerdo con las disposiciones del Liceo, el bibliotecario tenía que ser uno de los profesores del Liceo, y su primer bibliotecario fue el Dr. Janko Šafarik (1814-1876), filólogo y profesor de historia. Con todo, la Biblioteca en el año 1850 solo tenía 927 volúmenes.
El Liceo del Principado de Serbia por la Ley de 24 de septiembre de 1863 fue convertido en escuela secundaria. En la biblioteca de la escuela fueron retenidas solamente las publicaciones profesionales, mientras que las otras fueron entregadas a la Biblioteca Nacional. 
Ya en 1905 la escuela se convirtió en Universidad y la biblioteca desapareció. Sus fondos fueron divididos entre los seminarios de las facultades en función de los diversos campos científicos. Pronto fue evidente que la Universidad necesitaba una biblioteca académica completa, pero el estallido de la Primera Guerra Mundial retrasaría su creación. Finalizada la misma, por la iniciativa del delegado serbio en Washington, el Dr. Slavko Grujić, la fundación Carnegie, que ya había destinado fondos para la erección de diversas bibliotecas en diversas partes del mundo, donó 100.000 dólares al gobierno de Serbia para la construcción y equipamiento de una biblioteca en Belgrado. El Profesor Dr. Slobodan Jovanović, exrector de la Universidad, logró aumentar este material con los préstamos del gobierno, con el fin de construir una biblioteca más grande, para satisfacer las necesidades de la Universidad. La ciudad de Belgrado regaló el terreno, y el proyecto fue realizado por profesores universitarios, los arquitectos Dragutin Djordjević y Nikola Nestorović. Así se levantó el primer edificio en Serbia dedicado exclusivamente a uso bibliotecario.
Todas las actividades relacionadas con la construcción de la biblioteca fueron gestionadas por una Junta creada al efecto cuyos miembros fueron Slobodan Jovanović, el rector de la Universidad, Leo Kapser, el representante de la Fundación Carnegie, Andra Stevanović, y los arquitectos Dragutin Djordjević y Nikola Nestorović.
Las obras duraron cuatro años. Era una tarea muy importante que, por un lado, marcó la aparición de una institución de gran importancia para la educación, la ciencia y la cultura en toda Serbia, y por el otro, la construcción del centro universitario de Belgrado, conforme a lo dispuesto en el Plan General de Belgrado a partir de 1921.
El edificio fue inaugurado oficialmente el 24 de mayo de 1926, en el día de los santos Cirilo y Metodio.
 
El interior de la biblioteca fue completado entre 1925 y 1926, siguiendo el modelo de la biblioteca de Berlín. El mobiliario se construyó en la fábrica de muebles de Joseph Trier y Ludwig Alter de Darmstadt. En toda la decoración interior se destacan una gran sala de lectura para estudiantes diseñada en el estilo del Renacimiento inglés, con las paredes cubiertas de madera de roble y una sala de lectura para profesores diseñada en el estilo del Renacimiento italiano, en madera de nogal. En el vestíbulo, en un nicho sobre un pedestal de mármol se colocó un busto de Andrew Carnegie que la biblioteca recibió de la administración de su fundación. El ayuntamiento de la ciudad, en otra muestra de agradecimiento, puso el nombre de este gran benefactor a una calle cerca de la biblioteca. Hasta la construcción del edificio de la Biblioteca Nacional en la meseta de Vračar, el edificio de la biblioteca universitaria fue el primer y único edificio en Serbia construido exclusivamente para este fin. Al mismo tiempo, este edificio monumental en la avenida del rey Alejandro representa un logro significativo del academicismo dentro de la arquitectura serbia de entreguerras. Debido a su importancia científica y educativa, así como su valor cultural, histórico y arquitectónico, en el año 1977 fue declarado monumento cultural.

## Literatura
- Марковић, Радосав (1968). Универзитетска библиотека у Београду (1921—1945). Завод за издавање уџбеника Социјалистичке Републике Србије. Београд.
- A Guide to the "Svetozar Marković" Univerzitety Library (2001). Univerzitety Library "Svetozar Marković". Belgrade.

- Datos: Q683389
- Multimedia: University Library Svetozar Marković / Q683389